# Pierre Guité
Pour les articles homonymes, voir Guité.
Pierre Guité (né le 17 avril 1952 à Montréal, dans la province de Québec au Canada) est un joueur professionnel de hockey sur glace qui évoluait en position d'ailier gauche.
Choisi en deuxième ronde du repêchage amateur 1972 de la Ligue nationale de hockey (LNH) par les Red Wings de Détroit, il n'y joue jamais, lui préférant la ligue rivale, l'Association mondiale de hockey (AMH) où il passe l'essentiel de sa carrière. En 1977, il remporte le Trophée mondial Avco avec les Nordiques de Québec.
Son fils Ben est également un joueur professionnel de hockey sur glace.

## Biographie
Après avoir joué deux saisons avec les Black Hawks de Saint Catharines de l'Association de hockey de l'Ontario (AHO), Pierre Guité joint en 1971 les Penn Quakers du championnat NCAA. Cependant, son expérience dans la ligue junior majeure déplait aux entraîneurs des équipes adverses qui le considère non-éligible sur le circuit universitaire américain. Le conflit dure toute la saison et finalement il ne dispute aucune partie. Il n'en tire cependant aucune rancune et conseillera vivement son fils Ben à choisir la NCAA sur la Ligue canadienne de hockey.
À l'issue de la saison, il est choisi en deuxième ronde du repêchage amateur de la Ligue nationale de hockey (LNH) par les Red Wings de Détroit. Il préfère cependant aller évolué en Association mondiale de hockey (AMH), une ligue rivale qui vient d'être créée, et signe avec les Nordiques de Québec qui l'avaient choisi lors du repêchage général de l'AMH en février 1972. Pour sa première saison professionnelle, il inscrit 18 points en 66 parties et passe 136 minutes sur le banc de pénalité, le troisième plus grand total de l'équipe après Pierre Roy et Michel Rouleau. Suivant une nouvelle saison durant laquelle il termine de nouveau troisième joueur le plus pénalisé de l'équipe, il débute l'édition 1974-1975 avec les Nordiques avant d'être échangé aux Stags du Michigan avec Alain Caron et Rouleau en retour de Steve Sutherland et Marc Tardif. Son séjour avec sa nouvelle équipe est cependant de courte durée en raison d'une blessure au genou droit qui lui fait manquer l'essentiel de saison dont le Match des étoiles pour lequel il est retenu,. une fois la saison terminée, la franchise, devenue en cours les Blades de Baltimore, met un terme à ses activités. Il signe alors avec les Stingers de Cincinnati. Le 20 février 1976, il se cogne contre les poteaux de but de son équipe et se fracture deux vertèbres, le forçant à rater la fin de saison. Au cours de l'édition suivante, il retrouve les Nordiques et participe à leur conquête du Trophée mondial Avco. Échangé aux Oilers d'Edmonton en novembre 1977, il manque l'essentiel de la saison 1978-1979 en raison de douleurs chroniques au dos. Il dispute la fin de l'exercice avec les Dusters de Binghamton de la Ligue américaine de hockey (LAH) puis met un terme à sa carrière de joueur

## Statistiques
| Saison     | Équipe                          | Ligue      |     | Saison régulière | Saison régulière | Saison régulière | Saison régulière | Saison régulière |   | Séries éliminatoires | Séries éliminatoires | Séries éliminatoires | Séries éliminatoires | Séries éliminatoires |
| Saison     | Équipe                          | Ligue      | PJ  | B                | A                | Pts              | Pun              | PJ               | B | A                    | Pts                  | Pun                  |                      |                      |
| 1969-1970  | Black Hawks de Saint Catharines | AHO        | 51  | 31               | 30               | 61               | 162              |                  |   |                      |                      |                      |                      |                      |
| 1970-1971  | Black Hawks de Saint Catharines | AHO        | 56  | 25               | 14               | 39               | 113              |                  |   |                      |                      |                      |                      |                      |
| 1971-1972  | Penn Quakers                    | NCAA       |     |                  |                  |                  |                  |                  |   |                      |                      |                      |                      |                      |
| 1972-1973  | Nordiques de Québec             | AMH        | 66  | 10               | 8                | 18               | 126              |                  |   |                      |                      |                      |                      |                      |
| 1973-1974  | Nordiques de Québec             | AMH        | 72  | 14               | 20               | 34               | 106              |                  |   |                      |                      |                      |                      |                      |
| 1974-1975  | Nordiques de Québec             | AMH        | 22  | 14               | 8                | 22               | 59               |                  |   |                      |                      |                      |                      |                      |
| 1974-1975  | Stags du Michigan               | AMH        | 13  | 5                | 4                | 9                | 11               |                  |   |                      |                      |                      |                      |                      |
| 1975-1976  | Stingers de Cincinnati          | AMH        | 52  | 20               | 24               | 44               | 80               |                  |   |                      |                      |                      |                      |                      |
| 1976-1977  | Stingers de Cincinnati          | AMH        | 27  | 10               | 8                | 18               | 32               |                  |   |                      |                      |                      |                      |                      |
| 1976-1977  | Nordiques de Québec             | AMH        | 35  | 2                | 6                | 8                | 67               | 17               | 5 | 0                    | 5                    | 9                    |                      |                      |
| 1977-1978  | Nordiques de Québec             | AMH        | 18  | 4                | 5                | 9                | 15               |                  |   |                      |                      |                      |                      |                      |
| 1977-1978  | Oilers d'Edmonton               | AMH        | 60  | 12               | 21               | 33               | 71               | 5                | 1 | 1                    | 2                    | 20                   |                      |                      |
| 1978-1979  | Oilers d'Edmonton               | AMH        | 12  | 1                | 1                | 2                | 8                |                  |   |                      |                      |                      |                      |                      |
| 1978-1979  | Dusters de Binghamton           | LAH        | 6   | 1                | 1                | 2                | 0                | 10               | 1 | 4                    | 5                    | 41                   |                      |                      |
| 1978-1979  | Black Hawks de Dallas           | LCH        | 1   | 0                | 0                | 0                | 5                |                  |   |                      |                      |                      |                      |                      |
| Totaux AMH | Totaux AMH                      | Totaux AMH | 377 | 92               | 105              | 197              | 585              | 22               | 6 | 1                    | 7                    | 29                   |                      |                      |

## Trophées et honneurs personnels
- Association mondiale de hockey
  - Champion du Trophée mondial Avco avec les Nordiques de Québec
  - Sélectionné pour le Match des étoiles 1975